# Dagný Skúladóttir
Dagný Skúladóttir (født 10. maj 1980) er en islandsk håndboldspiller. Hun spiller på Islands håndboldlandshold, og deltog under VM 2011 i Brasilien.